# ۱۰۸۱ (میلادی)
۱۰۸۱ (میلادی) هزار و هشتاد و یکمین سال تقویم میلادی است.

## رویدادها
- نیکه‌فوروس سوم، امپراتور وقت بیزانس از قدرت برکنار و آلکسیوس یکم کومننوس جانشین او می‌شود.

## زادگان
- ۱ دسامبر - لویی ششم، پادشاه فرانسه

## درگذشتگان
- نیکه‌فوروس سوم، امپراتور بیزانس

‎